# ИК Сириус ФК
Си́риус (на шведски: Idrottsklubben Sirius, Сириус Идротсклюбен) е шведски футболен отбор от едноименния град Упсала. Състезава се в най-високото ниво на шведския футбол групата Алсвенскан.
Клубът е член на футболната асоциация на Упланд.

## Успехи

### Национални
- Алсвенскан: (1 ниво)
  - 7-о място (1):: 2017
- Суперетан: (2 ниво)
  -  Шампион (1):: 2016
- Division 1 Norra: (3 ниво)
  -  Шампион (1):: 2013
- Division 2 Östra Svealand : (4 ниво)
  -  Шампион (1):: 1997
- Купа на Швеция:
  - 1/2 финалист (1): 2013/14